# Монтарло-ле-Рьоз
Монтарло́-ле-Рьоз (фр. Montarlot-lès-Rioz) — коммуна во Франции, находится в регионе Франш-Конте. Департамент — Верхняя Сона. Входит в состав кантона Рьоз. Округ коммуны — Везуль.
Код INSEE коммуны — 70355.

## География
Коммуна расположена приблизительно в 320 км к юго-востоку от Парижа, в 20 км севернее Безансона, в 26 км к юго-западу от Везуля.
Около половины территории коммуны покрыто лесами.

## Население
Население коммуны на 2010 год составляло 288 человек.
| 1962 | 1968 | 1975 | 1982 | 1990 | 1999 | 2010 |
| ---- | ---- | ---- | ---- | ---- | ---- | ---- |
| 104  | 106  | 92   | 127  | 153  | 177  | 288  |

## Администрация
| Период | Период | Фамилия          | Партия | Примечания |
| ------ | ------ | ---------------- | ------ | ---------- |
| 2001   | 2008   | Жан-Люк Бутон    |        |            |
| 2008   | 2014   | Мишель Балландье |        |            |

## Экономика
В 2010 году среди 178 человек трудоспособного возраста (15—64 лет) 141 были экономически активными, 37 — неактивными (показатель активности — 79,2 %, в 1999 году было 65,5 %). Из 141 активных жителей работали 122 человека (63 мужчины и 59 женщин), безработных было 19 (9 мужчин и 10 женщин). Среди 37 неактивных 17 человек были учениками или студентами, 11 — пенсионерами, 9 были неактивными по другим причинам.